# Владича
Владича (словац. Vladiča) — село в Словаччині, Стропковському окрузі Пряшівського краю. Розташоване в північно-східній частині Словаччини недалеко кордону з Польщею. Село виникло в 1964 р. як результат з'єднання колишніх невеликих сіл Вишня Владича (словац. Vyšná Vladiča), Нижня Владича (словац. Nižná Vladiča), Суха (словац. Suchá), та Дрічна (словац. Driečna)- до 1960 р. Велика Дрічна (словац. Veľká Driečna) та Мала Дрічна (словац. Malá Driečna).

## Історія
Вперше згадується у 1340 році.

## Пам'ятки
У Вишній Владичі є греко-католицька церква святого Миколая з 1838 року в стилі бароко-класицизму, з 1988 року національна культурна пам'ятка. У Нижній Владичі є греко-католицька церква Різдва Пресвятої Богородиці з 1914 року в стилі необароко.
У частині села Дрічна є мурована греко-католицька церква святого Василя Великого з 1819 року в стилі класицизму, з 1963 року національна культурна пам'ятка та православна церква святих апостолів Петра і Павла з 20 століття.
У частині села Суха є греко-католицька церква Вознесіння Господа з 1886 року в стилі неокласицизму, з 1988 року національна культурна пам'ятка.

## Населення
| Рік:            | 1993 | 2003     | 2013     | 2023    |
| --------------- | ---- | -------- | -------- | ------- |
| Кількість осіб: | 120  | 77       | 59       | 61      |
| Різниця:        |      | -35,83 % | -23,37 % | +3,38 % |

| Рік:            | 2022 | 2023    |
| --------------- | ---- | ------- |
| Кількість осіб: | 62   | 61      |
| Різниця:        |      | -1,61 % |

В селі проживає 65 осіб.
Національний склад населення (за даними останнього перепису населення — 2001 року):
- русини- 53,33 %
- словаки- 34,67 %
- чехи- 6,67 %
- українці- 2,67 %

Склад населення за приналежністю до релігії станом на 2001 рік:
- греко-католики- 78,67 %,
- православні- 16,00 %,
- римо-католики- 1,33 %,
- протестанти (еванєлики)- 1,33 %,
- не вважають себе віруючими або не належать до жодної вищезгаданої церкви: 2,67 %